# Ghazala - Mgheidleh
Ghazala - Mgheidleh (tiếng Ả Rập: الغزالة مغيدلة) là một ngôi làng Syria nằm ở Darkush Nahiyah thuộc huyện Jisr al-Shughur, Idlib. Theo Cục Thống kê Trung ương Syria (CBS), Ghazala - Mgheidleh có dân số 1621 trong cuộc điều tra dân số năm 2004.